# ルベーグ測度
数学におけるルベーグ測度（ルベーグそくど、英: Lebesgue measure）は、ユークリッド空間上の長さ、面積、体積の概念を拡張したものである。名称はフランスの数学者アンリ・ルベーグにちなむ。体積には「互いに素な集合の体積は元の体積の和に等しい」という性質（加法性）がある。この性質を保ちながらより複雑な集合に対しても「体積」を定めることができるよう体積の概念を拡張できる。このような拡張は一意である。実解析、特にルベーグ積分で用いられる。体積と同様ルベーグ測度は値として ∞ をとりうる。解析学で普通に考えられるような集合に対してはルベーグ測度が与えられるものと考えてよいが、 Rn の部分集合でルベーグ測度を与えることができない（無理に与えると加法性が成り立たない）ものが存在することを選択公理によって証明できる。ルベーグ測度が与えられる集合はルベーグ可測であるという。以下の説明ではルベーグ可測な集合 A の測度を λ(A) で表す。

## 例
- 閉区間 [a, b] の一次元ルベーグ測度は b − a である。開区間 (a, b) の一次元ルベーグ測度も閉区間との差集合（つまり両端点のみからなる二元から成る集合 {a, b}）の測度が 0 であることから、同じく b − a である。
- 二次元の集合 A が、一次元区間 [a, b] と [c, d] の 直積集合（つまり辺が軸に平行な長方形）であれば、A の二次元ルベーグ測度は、一次元ルベーグ測度の積 (b − a)(d − c) に等しい。
- 可算集合のルベーグ測度は必ず 0 である。カントール集合は、測度 0 の非可算集合の例である。

## 性質
n-次元ユークリッド空間 Rn の n-次元ルベーグ測度 λn あるいは簡単に λ は次のような性質を持つ。
1. A を一次元区間の直積： I1 × I2 × ⋯ × In とする。このとき A はルベーグ可測で λ(A) = |I1|⋅|I2|⋯|In| である。ただしここで、|J| は区間 J の長さを意味している。
2. A をどの二つも互いに素な高々可算個のルベーグ可測集合の合併とするとき、A はルベーグ可測で λ(A) は、各集合の測度の和に等しい。
3. A がルベーグ可測ならば、A の補集合も可測である。
4. 任意のルベーグ可測集合 A について λ(A) ≥ 0 である。
5. ルベーグ可測集合 A, B について、A ⊆ B ⇒ λ(A) ≤ λ(B) である。
6. 可算個のルベーグ可測集合の和集合や共通部分は、ルベーグ可測である。
7. Rn  の開集合や閉集合はルベーグ可測である。
8. λ(A) = 0 となるルベーグ可測集合 A (これを零集合という) について、A の部分集合はすべて零集合である。（すなわち、ルベーグ測度は完備測度である。）
9. A をルベーグ可測集合、x を Rn の元とする。x による A の平行移動を A + x ≔ {a + x  |  a ∈ A} と定義するとき、A + x はルベーグ可測で A と測度が同じである。

## ルベーグ測度の構成
ルベーグ測度の現代的な構成はカラテオドリの拡張定理を用いた以下のものである。
いま自然数 n を固定する。Rn 内の（n-次元）区間あるいは超矩形 (box) とは、（一次元）区間の直積
{\displaystyle B=\prod _{i=1}^{n}[a_{i},b_{i}]}
の形（但し、bi ≥ ai であるものとする）で書かれた Rn の部分集合の総称である。この区間 B の容積 vol(B) は
{\displaystyle \operatorname {vol} (B):=\prod _{i=1}^{n}(b_{i}-a_{i})}
で与えられる。Rn の（高々）可算個の区間からなる区間族を総称して、Rn の区間塊という。
Rn の任意の部分集合 A に対して、Rn の区間塊をB とするとき、A のルベーグ外測度 λ*(A) を
{\displaystyle \lambda ^{*}(A):=\inf _{\mathbf {B} }{\Big \{}\sum _{B\in \mathbf {B} }\operatorname {vol} (B){\Bigr \}}}
で定める。ただしここでの下限は、集合 A を被覆する区間塊 B の選び方すべてに亘ってとるものとする（そのような被覆が存在しない場合の下限は ∞ と決めておく）。
さらに、Rn の部分集合 A がルベーグ可測であるとは、Rn の任意の部分集合 S に対して、カラテオドリの条件：
{\displaystyle \lambda ^{*}(S)=\lambda ^{*}(S\cap A)+\lambda ^{*}(S-A)}
を満たすこととする。
ルベーグ可測な集合全体は完全加法族を為す。そうしてルベーグ可測集合 A に対するルベーグ測度 λ を λ(A) ≔ λ*(A) で定義する。
ヴィタリの定理によれば、実数全体 R の部分集合でルベーグ可測ではないものが存在する。
さらに一般に、Rn の任意の部分集合でルベーグ可測でないものが存在する。

## 他の測度との関係
- ボレル測度が定義される集合については、ルベーグ測度と一致する。しかし、ボレル可測でないがルベーグ可測な集合も多く存在する。ボレル測度は平行移動不変だが、完備ではない。
- 局所コンパクト群で定義されるハール測度はルベーグ測度の一般化である。
- ハウスドルフ測度(参考:ハウスドルフ次元)は、Rn 上のn次元以下の集合の測度を決めるのに役立つルベーグ測度の一般化である。

## その他
ルベーグ可測でない集合の "奇妙な" ふるまいとしては、選択公理の結果であるバナッハ＝タルスキーのパラドックスが挙げられる。

## 歴史
アンリ・ルベーグが1899年から1901年にかけてフランスの科学誌「コント・ランデュ」に投稿した 6 報の論文のうち、最初のものを除く 5 報が測度に関するものであった。その内容は、続く1902年に、彼の博士論文「積分・長さ・面積」の一部として発表された。